# 從肛至口
從肛至口（英文：Ass to mouth，縮寫為ATM或A2M）是與色情行業相關的俚語，描述的是肛交與緊隨其後的口交。該術語主要用於描述性行為，即將勃起的陰莖從對方的肛門中取出，然後直接放入其或其他第三人的口中。